# Arbete & fritids andra LP
Arbete & fritids andra LP är den svenska proggruppen Arbete & fritids andra studioalbum, utgivet på Sonet Records 1971 (skivnummer SLP 2526).

## Låtlista
A
1. "Strumpsläng" – 1:18
2. "Finsk sorgmarsch" – 4:15
3. "Fylke Airport" – 3:39
4. "Den tredje gång" – 7:17
5. "Långdans efter Hjort-Anders" – 1:33

B
1. "Två grekiska låtar" – 7:16
2. "Rotmos och fläskkorv" – 2:15
3. "Pam-Pam" – 4:26
4. "Tango gabardin" – 2:09

## Medverkande
- Bengt Berger – trummor, slagverk
- Torsten Eckerman – trumpet, slagverk
- Ove Karlsson – cello, bas, gitarr, orgel
- Roland Keijser – saxofon, klarinett, flöjt, orgel
- Kjell Westling – fiol, saxofon, flöjt, gitarr, piano

## Mottagande
Arbete & fritids andra LP finns med i boken Tusen svenska klassiker.

### Fotnoter
1. ↑  ”Arbete & fritids andra LP”. Discogs.com. http://www.discogs.com/Arbete-Och-Fritid-Arbete-Och-Fritids-Andra-Lp/release/1217764. Läst 4 september 2012.
2. ↑  Gradvall et al (2009), #301